# Háromnapos havazás (Így jártam anyátokkal)
A Háromnapos havazás az Így jártam anyátokkal című televízió-sorozat negyedik évadának tizenharmadik epizódja. Eredetileg 2009. január 19-én vetítették, míg Magyarországon 2010. május 17-én.
Ebben az epizódban New Yorkot nagy havazás éri el, és három történet bomlik ki ebből: Barney és Ted átveszik az uralmat a MacLaren's Bár felett, Marshall és Robin romantikus rituálékról beszélgetnek, miközben várják Lily érkezését repülővel, aki szuvenírt kellene, hogy hozzon.

## Cselekmény
Ted és Barney randit beszélnek meg két lánnyal, és úgy egyeztetnek, hogy másnap este találkoznak a bárban. Nem számolnak azzal, hogy hatalmas hóvihar kerekedik, így egyedül ülnek bent. Carl, aki egy jótékonysági szervezetnek segít, rájuk bízza a bár kulcsait, mert megbízik bennük, azzal, hogy hamarosan be kell zárniuk. Ők nem bírják megállni, és csaposat játszanak, miközben a lányok is megérkeznek. Csakhogy nem egyedül: egy komplett rezesbanda velük jön, és leamortizálják a bárt. Mikor megtudják, hogy Carl jön vissza, lelépnek, és fent a lakásban folytatják a bulit. A zenekar nagyon hálás nekik, miközben Barney "bingózik": a Playboy által lehozott rangsor szerinti iskolák diákjaival szexel.
Eközben felidéződik, hogy Lily és Marshall között van egy régi szokás: valahányszor Lily hazajön egy útjáról, mindig hoz sört Marshallnak, miközben Marshall kimegy elé a reptérre. Most viszont mindketten úgy döntenek, felhagynak ezzel. De hamarosan meggondolják magukat, így Marshall lélekszakadva rohan Robinnal a repülőtérre. Útközben betemeti őket a hó, de kiszabadulnak, és még időben odaérnek. Csakhogy Lily nincs ott –  mint kiderül, törölték a járatát.
A párhuzamosan zajló események ekkor kerülnek Ted által időrendbe helyezésre: eközben Lily is pánikba esik, és a repülőtérre egy órával korábban érkezve egyből a boltba rohan, hogy vegyen sört. Kiderül, hogy csak hordóval van, amit Ranjittel cipeltet be. A reptéren a rezesbanda és Marshall várják Lilyt (a zenekar hálájuk jeleként segített nekik).
Az epizód végén Barney bemondja a Bingót.

## Kontinuitás
- Ted és Barney telepatikusan kommunikálnak.
- Szavak, amiket kimondásuk után megbánnak az emberek, először a "Beboszetesza" című részben szerepeltek.

## Jövőbeli visszautalások
- Ted és Barney legközelebb a "Robotok a pankrátorok ellen" és a "Nagy napok" című részekben csinálnak hasonló estét, amikor is lestoppolnak nőket.
- Jövőbeli Ted szerint megbánt szavak voltak még a későbbi epizódokban látható "ezt át tudnám ugrani" ("Az ugrás"), és a "vissza fogom szerezni" ("Fergeteges hétvége")
- A nő, akit Lily kétségbeesésében Marshall mellé képzel, kísértetiesen hasonlít arra a leírásra, amit a gyerek Marshall "Az ablak" című részben láthatóan a jövőbeli nejéről adott.
- Ted és Barney két felvetéssel élnek az epizódban. Az egyik, hogy venniük kéne egy bárt. Ez a "Műemlékek" című részben újra előkerül, majd a "Megemlékezés" című részben meg is nyitják a Rejtvény nevű helyet a lakásban. Az "Így jártam apátokkal" című rész szerint Louis a MacLaren's-re azt hiszi, hogy annak a neve az, hogy Rejtvény. A második felvetésük az, hogy alapítsanak zenekart. A "Reménytelen" című részben Barney azt hazudja az apjának, hogy van egy zenekara.
- Ebben az epizódban Marshall azt állítja, hogy Robin "rámozdult", ami szerinte "tök bizarr" volt. Valójában egyáltalán nem történt semmi ilyesmi, de Marshall innentől kezdve több alkalommal is szentül hiszi, hogy Robin próbálkozott nála.
- Mikor Lily leszáll, azt mondja Ranjitnek, hogy East Meadowsban még biztosan lehet gyorsan szerezni sört. East Meadowsban van a nagyszülei háza, amit megörökölnek "A lotyós tök visszatér" című részben.

## Érdekességek
- 2006-tól kezdve a repülőgépekre tilos felvinni hatos csomagolású söröket. Tehát elméletileg az epizódban sem történhetett volna ez meg, hacsak nem előtte játszódó bejátszásokról beszélünk.
- A hóvihar felhőiről mutatott műholdkép pontatlan. A Coriolis-erő miatt ugyanis a viharok forgási iránya az óramutató járásával ellentétes kellene, hogy legyen az északi félgömbön.
- Barney és Ted akciója a bárban a Koktél című filmre utal – mi több, a "Kokomo" című szám szól alatta, mely annak a filmnek a betétdala.
- Alyson Hannigan az egyik kedvencének nevezte az epizódot, mert nagyon meghatónak találta, amikor Marshall rezesbandával várta Lilyt a reptéren.

## Vendégszereplők
- Marshall Manesh - Ranjit
- Amy Gumenick - Amanda
- Eileen Boylan - Melissa
- Joe Nieves - Carl MacLaren
- Cal Gibson - Ryan
- Jordan Masterson - Colin
- Yves Bright - Patrice
- Gita Isak - Rachel Sondheimer
- Ute Werner - Viveka
- Pat Crawford Brown - Thelma

## Zene
- The Beach Boys - Kokomo
- Auld Lang Syne